# الملكة وأنا (فلم)
الملكة وأنا هو فيلم مصري من إخراج عاطف سالم وبطولة جورجينا رزق، محرم فؤاد، ليلى حمادة، وحيد سيف، نبيل الهجرسي وعماد حمدي.

## نبذة
عادل شاب من أبناء منطقة الأهرامات يعمل دليلًا سياحيًّا، يلتقي بفتاة لبنانية جميلة ضمن واحد من الأفواج السياحية. فأحبها وأهداها قبل أن تسافر جعرانًا فرعونيًّا ليكون تعويذة تجلب الحظ، حقق الأثر الفرعوني فعله فقد اختيرت ثريا ملكة لجمال الكون، وتمت خطبتها إلى المليونير عدنان، لكن ثريا لم تنس عادل.

## طاقم العمل
- جورجينا رزق بدور ثريا
- محرم فؤاد بدور عادل
- ليلى حمادة بدور سلوى
- وحيد سيف بدور خلف
- نبيل الهجرسي بدور سعيد
- عماد حمدي بدور والد عالد
- إسعاد يونس بدور نادية

## وصلات خارجية
- مقالات تستعمل روابط فنية بلا صلة مع ويكي بيانات